# Ле-Рой (Нью-Йорк)
Ле-Рой (англ. Le Roy) — місто (англ. town) в США, в окрузі Дженесі штату Нью-Йорк. Населення — 7662 особи (2020).

## Демографія
Згідно з переписом 2010 року, у місті мешкала 7641 особа в 3108 домогосподарствах у складі 2019 родин. Було 3345 помешкань
Расовий склад населення:
| - 95,4 % — білих - 1,8 % — чорних або афроамериканців - 0,4 % — азіатів - 0,3 % — корінних американців |

До двох чи більше рас належало 1,6 %. Частка іспаномовних становила 2,0 % від усіх жителів.
За віковим діапазоном населення розподілялося таким чином: 23,5 % — особи молодші 18 років, 61,1 % — особи у віці 18—64 років, 15,4 % — особи у віці 65 років та старші. Медіана віку мешканця становила 41,0 року. На 100 осіб жіночої статі у місті припадало 95,6 чоловіків;  на 100 жінок у віці від 18 років та старших — 92,0 чоловіків також старших 18 років.
Середній дохід на одне домашнє господарство  становив 65 491 долар США (медіана — 53 882), а середній дохід на одну сім'ю — 78 480 доларів (медіана — 70 694). Медіана доходів становила 49 526 доларів для чоловіків та 35 436 доларів для жінок. За межею бідності перебувало 10,1 % осіб, у тому числі 13,3 % дітей у віці до 18 років та 6,0 % осіб у віці 65 років та старших.
Цивільне працевлаштоване населення становило 3982 особи. Основні галузі зайнятості: освіта, охорона здоров'я та соціальна допомога — 27,6 %, виробництво — 16,7 %, мистецтво, розваги та відпочинок — 13,2 %.